# Lendelede
Lendelede is een plaats en gemeente in de Belgische provincie West-Vlaanderen. De gemeente is 13,15 km² groot en telt ruim 5.800 inwoners. De patroonheilige van Lendelede is Sint-Blasius. Volgens de dorpelingen is de juiste uitspraak “Lendlee”.

## Geschiedenis
Lendelede is een oude nederzetting; volgens oude kronieken liep er van Noord naar Zuid een Romeinse heirweg door de gemeente.
De oudste bekende vermelding van Lendelede dateert van het jaar 1078, dan wordt de naam Lethae voor het eerst vermeld. In het Rijksarchief te Kortrijk ligt nog een stuk bewaard dat dit bevestigt. Dit stuk is afkomstig van het Sint-Salvatorskapittel te Harelbeke. Het gaat hier zonder twijfel over Lendelede. Immers, een zekere vrouw Folkswinde en haar zonen, schonken twee bundergoed aan het dorp Lethae, dit tot zielerust van de overleden echtgenoot en vader Rudolf. Belangrijk is de vermelding "Villa videlecit Lethae nomine". Villa Lethae was op dit ogenblik een dorp, alwaar er misschien al een kapel of een kerkje stond.
Tijdens de middeleeuwen behoorde Lendelede tot de kasselrij Kortrijk en de roede van Menen. De meeste eigendommen binnen de gemeente waren in bezit van de heerlijkheid "Steuren Ambacht". Daarnaast had ook de "Vierschaer" vele eigendommen, gelegen nabij de verdwenen hoeve van Cyriel Dochy. Deze hoeve bevond zich waar nu de Langemuntelaan ligt. In de loop der tijden had Lendelede verschillende heren die het bezit van de parochie claimden. Het geslacht De Beer waren de meest bekenden, ze waren ook heren van Meulebeke, Grammene, Merkem, en andere.
De laatste Heer voor de Franse Revolutie was baron Valeriaan-Amaat de La Grange (1734-1798). De Franse edelman moest vluchten gedurende deze revolutie en stierf in armoede te Nederland. Tot op de dag van vandaag wordt zijn wapenschild nog altijd gebruikt door de gemeente. In 1700 werd het kasteel dat al dan niet werd bewoond door baron Valeriaan-Amaat de La Grange afgebroken. Dit kasteel was gelegen op de hoeve Lampaert in de Ingelmunstersestraat.
Om onbekende redenen bleef Lendelede buiten de grote fusieoperatie van 1977, waardoor het een betrekkelijk kleine gemeente bleef met slechts 5500 inwoners.
Lendelede had in de loop der tijden veel te lijden van oorlogen, plunderingen en ziektes:
- In 1694 telde men zevenmaal meer overlijdens dan geboorten en in 1707 stierven er 231 inwoners van de pest.
- Tijdens de Spaanse Successieoorlog richtten de geallieerde legers zware schade aan. Acht hoeven en tal van woningen werden vernield, alsmede de tiendenschuur van de pastoor.
- Gedurende oorlog 1744-1745 moest de bevolking soldaten inkwartieren en zorgen voor proviand en mankracht. Zo ook tijdens de Franse revolutie en de aanhechting bij Frankrijk 1794-1814.
- In 1794 zijn er 287 inwoners aan de rode loop gestorven. In de Boerenkrijg sneuvelden 11 Lendeledenaren in de strijd.
- Gedurende de Eerste Wereldoorlog werd de gemeenteschool een Duitse bakkerij. Een fabriek, het klooster en het mannenhuis werden veldhospitaal. De Duitsers bouwden een tijdelijke tramlijn die dwars door de gemeente liep voor de bevoorrading van het front. Tal van burgers vonden de dood door het oorlogsgeweld. Bij de doorbraak in Oktober 1918 sneuvelden meer dan 100 soldaten in de gemeente.
- De Franse piloot Roland Garros werd boven Lendelede neergeschoten op zondag 18 april 1915 en maakte een noodlanding in Hulste.[2] Hij overleefde de crash maar werd door de Duitsers gevangengenomen. Het wrak van zijn vliegtuig werd op 19 april 1915 in Izegem op de markt op een boerenwagen tentoongesteld. Roland Garros zelf werd overgebracht naar Lendelede, Etappengebied 4, en ondergebracht in café de "Drie Koningen", de plaatselijke 'kommandantur'.[2]
- Tijdens de slag bij de Leie op mei 1940 kreeg de gemeente het hard te verduren. Kerk, huizen en boerderijen werden zwaar beschadigd door beschietingen. Er vielen zes burgerlijke slachtoffers, en er sneuvelden in totaal zeventien soldaten; twaalf Duitsers, vier Belgen en een Engelsman.

## Economie
Een belangrijke tak van bedrijvigheid was de vlasnijverheid. In 1904 werd de eerste zwingelarij opgericht en in 1925 de eerste vlasroterij. In 1937 waren er al 31 zwingelarijen en 7 roterijen. In 1941 waren er 266 arbeiders werkzaam in de vlasbereidingsindustrie. Ook ontstonden er andere met vlas verbonden bedrijven, zoals olieslagerijen (lijnolie) en linnenweverijen.
Weverij Neirynck-Holvoet verwierf in 1906 mechanische spinmachines. In 1909 werd dit een naamloze vennootschap. In 1928 had het bedrijf 1300 werknemers. In 1940 werden enkele bedrijven, zoals de wolspinnerij te Heule, overgenomen en ontstond de Lainière de la Lys. In 1948 werd het bedrijf uitgebreid met een confectiebedrijf, Tigronex. In 1958 volgde het tuftingbedrijf Nelca. In 1991 werd het bedrijf gesplitst: de wolspinnerij en het tuftingbedrijf werden overgenomen door de Groep Dejaegere, die in 2007 failliet ging. Daarop werd in 2008 de wolspinnerij gesloten. Intercommunale Leiedal ontwikkelde bedrijvenzone Nelca op de braakliggende terreinen.
Ook Henri Combes richtte einde 19e eeuw een weverij op die zich op jute en zwaar lijnwaad specialiseerde. In 1952 werd Combes een pvba. Later ontstond er een drukkerij voor juten en kunststof zakken en een bedrijf voor verpakkingsweefsels (Cojubel).
Naast de vlasteelt heeft ook de cichoreiteelt een rol gespeeld in de agrarische geschiedenis van Lendelede.
Vermauts boerenbrood, dat in 1898 werd opgericht in Hooglede door Alois Vermaut, vestigde zich in Lendelede. De familie verkocht het bedrijf uiteindelijk. In 2018 stelde het bedrijf 130 mensen te werk met een omzet van 18,2 miljoen. Ze staan vooral bekend om bet bakken van dagvers brood voor de grote Belgische supermarkten. Het bedrijf draaide echter al jaren verlies. In 2019 werd de familie Cretskens-Lemmens (Crelem Bakeries) uiteindelijk eigenaar van de bakerij. In 2024 werd een bouwaanvraag gedaan voor het plaatsen van een windmolen op de site. 
Baksteenindustrie ontstond in 1914 door Vandemoortele. In 1926 kwam er een ringoven. Later werd deze overgenomen door de steenrijke Izegemse steenbakkerijfamilie Vandeputte. In 1980 sloot de steenbakkerij.  Op de plaats waar de ringoven stond, staan nu de loodsen in de Heulsestraat. Er kwam in de plaats een stortplaats, het Stevanstort. 
In 1946 werd Volys Star gesticht, dat pluimvee verwerkt. Deze verhuisde later naar de H. Esserssite in Heule. Door vergunningsproblemen in Heule is een deel van de productie tot op vandaag nog steeds in Lendelede gevestigd.
De firma Govaere vond ook zijn oorsprong in Lendelede. Deze verhuisde in 2023 naar een nieuwe site op het bedrijventerrein Kortrijk Noord.
Lendelede is een landbouwgemeente met veel gemengde familiale bedrijven. Enkele van deze boerderijen draaien omzetten ver boven het Vlaamse gemiddelde. 
In Lendelede zijn ook 2 hangarbouwers gevestigd: de firma Beaver Construct en de firma Stalibo (STAal Industrie BOuw).
Lendelede is gelegen aan de N36, een belangrijke verbindingsweg (rijksweg). Rond deze weg zijn enkele kmo's gevestigd.

## Kernen
Lendelede heeft geen deelgemeenten. In het zuiden ligt wel een deel van het dorpje Sint-Katharina, op de grens met Heule en Kuurne.
Lendelede heeft de fusiegolf van de jaren '70 overleefd en kon zo zelfstandig blijven. Een vernieuwde fusiegolf, gevolg van het Vlaams Regeerakkoord van 2019-2024, waarbij steden en gemeenten er financieel beter uitkomen als ze samengaan, is opnieuw een dreiging. Maar Lendelede wil zelfstandig blijven, ook al is er een uitgestoken hand van de stad Izegem. 
De gemeente Lendelede grenst aan:
| - a. Izegem (stad Izegem) - b. Ingelmunster (gemeente Ingelmunster) - c. Hulste (stad Harelbeke) |

| - d. Kuurne (gemeente Kuurne) - e. Heule (stad Kortrijk) - f. Sint-Eloois-Winkel (gemeente Ledegem) |

### Kaart

Lendelede, kernen en buurgemeenten. De gele gebieden zijn bebouwde kernen.

## Bezienswaardigheden
- Kasteel Dassonville

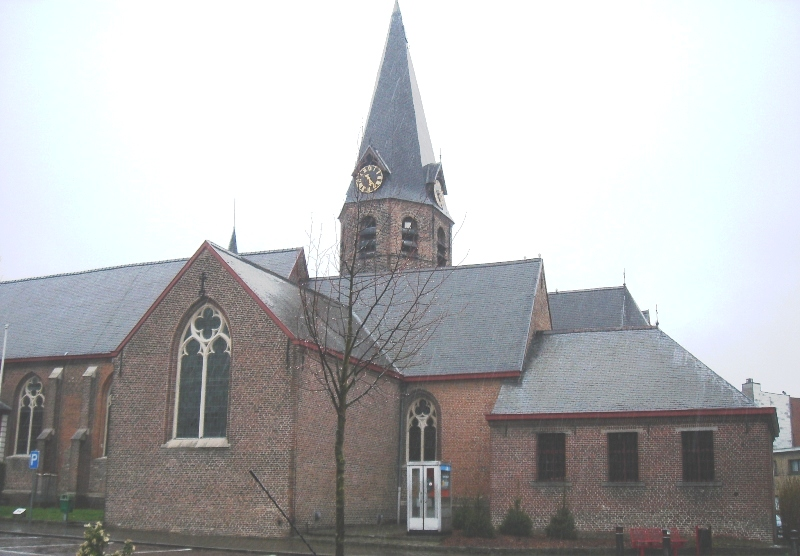
Sint-Blasiuskerk

- De Sint-Blasiuskerk is een gotische hallenkerk. Een eerdere romaanse kerk werd al in de 12de eeuw opgericht. Deze werd vergroot en omgebouwd in de 16de eeuw, en kreeg na nog een tweetal verbouwingen haar uiteindelijk uitzicht.

- De bergkapel

De Bergkapel is toegewijd aan Onze-Lieve-Vrouw van de Zeven Smarten. Ze is gelegen op een heuvel van 40 meter, met een prachtig uitzicht op de Leie- en Scheldevallei. De kapel werd gebouwd in 1885. De eerste kapel zou zijn gebouwd in 1650.

## Natuur en landschap
Lendelede ligt in Zandlemig Vlaanderen waarbij de hoogte varieert van 20 tot 42,5 meter. In het zuiden loopt de Hazebeek. Hier vindt men, in de Hazemeersen, ook het laagste punt van de gemeente. De Rug van Lendelede, waar zich de hoogste punten van de gemeente bevinden, vormt de waterscheiding tussen de Leie en de Mandel.

## Demografische ontwikkeling
- Bronnen:NIS, Opm:1831 tot en met 1981=volkstellingen; 1990 en later= inwonertal op 1 januari

| Inwoners van jaar tot jaar op 1 januari 1992 tot heden | Inwoners van jaar tot jaar op 1 januari 1992 tot heden | Inwoners van jaar tot jaar op 1 januari 1992 tot heden |
| jaar                                                   | Aantal                                                 | Evolutie: 1992=index 100                               |
| ------------------------------------------------------ | ------------------------------------------------------ | ------------------------------------------------------ |
| 1992                                                   | 5.508                                                  | 100,0                                                  |
| 1993                                                   | 5.528                                                  | 100,4                                                  |
| 1994                                                   | 5.465                                                  | 99,2                                                   |
| 1995                                                   | 5.464                                                  | 99,2                                                   |
| 1996                                                   | 5.487                                                  | 99,6                                                   |
| 1997                                                   | 5.448                                                  | 98,9                                                   |
| 1998                                                   | 5.480                                                  | 99,5                                                   |
| 1999                                                   | 5.479                                                  | 99,5                                                   |
| 2000                                                   | 5.502                                                  | 99,9                                                   |
| 2001                                                   | 5.491                                                  | 99,7                                                   |
| 2002                                                   | 5.440                                                  | 98,8                                                   |
| 2003                                                   | 5.425                                                  | 98,5                                                   |
| 2004                                                   | 5.410                                                  | 98,2                                                   |
| 2005                                                   | 5.416                                                  | 98,3                                                   |
| 2006                                                   | 5.399                                                  | 98,0                                                   |
| 2007                                                   | 5.411                                                  | 98,2                                                   |
| 2008                                                   | 5.470                                                  | 99,3                                                   |
| 2009                                                   | 5.536                                                  | 100,5                                                  |
| 2010                                                   | 5.589                                                  | 101,5                                                  |
| 2011                                                   | 5.647                                                  | 102,5                                                  |
| 2012                                                   | 5.684                                                  | 103,2                                                  |
| 2013                                                   | 5.730                                                  | 104,0                                                  |
| 2014                                                   | 5.749                                                  | 104,4                                                  |
| 2015                                                   | 5.743                                                  | 104,3                                                  |
| 2016                                                   | 5.746                                                  | 104,3                                                  |
| 2017                                                   | 5.768                                                  | 104,7                                                  |
| 2018                                                   | 5.742                                                  | 104,2                                                  |
| 2019                                                   | 5.747                                                  | 104,3                                                  |
| 2020                                                   | 5.787                                                  | 105,1                                                  |
| 2021                                                   | 5.766                                                  | 104,7                                                  |
| 2022                                                   | 5.803                                                  | 105,4                                                  |
| 2023                                                   | 5.863                                                  | 106,4                                                  |
| 2024                                                   | 5.881                                                  | 106,8                                                  |
| 2025                                                   | 5.849                                                  | 106,2                                                  |

## Politiek

### Structuur
| Lendelede        | Lendelede        | Supranationaal         | Nationaal                         | Nationaal                         | Gemeenschap               | Gewest                    | Provincie                 | Arrondissement  | Provinciedistrict | Kanton          | Gemeente        |
| ---------------- | ---------------- | ---------------------- | --------------------------------- | --------------------------------- | ------------------------- | ------------------------- | ------------------------- | --------------- | ----------------- | --------------- | --------------- |
| Administratief   | Niveau           | Europese Unie          | België                            | België                            | Vlaanderen                | Vlaanderen                | West-Vlaanderen           | Kortrijk        | Kortrijk          | Kortrijk        | Lendelede       |
| Administratief   | Bestuur          | Europese Commissie     | Belgische regering                | Belgische regering                | Vlaamse regering          | Vlaamse regering          | Deputatie                 | Deputatie       | Deputatie         | Deputatie       | Gemeentebestuur |
| Administratief   | Raad             | Europees Parlement     | Kamer van volksvertegenwoordigers | Kamer van volksvertegenwoordigers | Vlaams Parlement          | Vlaams Parlement          | Provincieraad             | Provincieraad   | Provincieraad     | Provincieraad   | Gemeenteraad    |
| Kiesomschrijving | Kiesomschrijving | Nederlands Kiescollege | Kieskring West-Vlaanderen         | Kieskring West-Vlaanderen         | Kieskring West-Vlaanderen | Kieskring West-Vlaanderen | Kieskring West-Vlaanderen | Kortrijk-Ieper  | Kortrijk          | Kortrijk        | Lendelede       |
| Verkiezing       | Verkiezing       | Europese               | Federale                          | Federale                          | Vlaamse                   | Vlaamse                   | Provincieraads-           | Provincieraads- | Provincieraads-   | Provincieraads- | Gemeenteraads-  |

Burgemeesters van Lendelede waren:
- ...-1976 L René Vandemaele
- 1976-1994 : Roger Vandewalle
- 1995-2005 : Jozef Messely
- 2005-2011 : Georges Gheysens
- 2012-... : Carine Dewaele

### Resultaten gemeenteraadsverkiezingen sinds 1976
| Partij               | Partij                            | 10-10-1976 | 10-10-1976 | 10-10-1982 | 10-10-1982 | 9-10-1988 | 9-10-1988 | 9-10-1994 | 9-10-1994 | 8-10-2000 | 8-10-2000 | 8-10-2006 | 8-10-2006 | 14-10-2012 | 14-10-2012 | 14-10-2018 | 14-10-2018 | 13-10-2024 | 13-10-2024 |
| Stemmen / Zetels     | Stemmen / Zetels                  | %          | 17         | %          | 17         | %         | 17        | %         | 17        | %         | 17        | %         | 17        | %          | 17         | %          | 17         | %          | 17         |
| -------------------- | --------------------------------- | ---------- | ---------- | ---------- | ---------- | --------- | --------- | --------- | --------- | --------- | --------- | --------- | --------- | ---------- | ---------- | ---------- | ---------- | ---------- | ---------- |
|                      | CVP1/ CD&V2/ CD&V Lendelede 20303 | 82,01      | 15         | 69,581     | 13         | 56,041    | 12        | 53,061    | 11        | 46,961    | 9         | 55,212    | 10        | 51,122     | 10         | 52,22      | 10         | 49,73      | 11         |
|                      | VU1/ N-VA2/ N-VA+TrotsC           | -          |            | -          |            | -         |           | 3,331     | 0         | -         |           | -         |           | 24,912     | 4          | 30,12      | 5          | 31,5C      | 6          |
|                      | Trots op LendleeB/ N-VA+TrotsC    | -          |            | -          |            | -         |           | -         |           | -         |           | -         |           | -          |            | 17,7B      | 2          | 31,5C      | 6          |
|                      | Jong-L1/ Jong-Lendelede2          | -          |            | -          |            | 11,451    | 1         | 15,331    | 2         | 31,891    | 5         | 33,132    | 6         | 14,32      | 2          | 17,7B      | 2          | 31,5C      | 6          |
|                      | Samen Voor LendeledeA             | -          |            | -          |            | -         |           | -         |           | -         |           | -         |           | 9,66A      | 1          | 17,7B      | 2          | 31,5C      | 6          |
|                      | PVV1/ VLD2                        | -          |            | 11,031     | 1          | 15,611    | 2         | 17,862    | 3         | 21,152    | 3         | 11,652    | 1         | 9,66A      | 1          | 17,7B      | 2          | 31,5C      | 6          |
|                      | SP                                | 18,0       | 2          | 19,39      | 3          | 16,9      | 2         | 10,42     | 1         | -         |           | -         |           | 9,66A      | 1          | 17,7B      | 2          | 31,5C      | 6          |
|                      | 8860                              | -          |            | -          |            | -         |           | -         |           | -         |           | -         |           | -          |            | -          |            | 8,1        | 0          |
|                      | Vlaams Belang                     | -          |            | -          |            | -         |           | -         |           | -         |           | -         |           | -          |            | -          |            | 7,4        | 0          |
|                      | joow!                             | -          |            | -          |            | -         |           | -         |           | -         |           | -         |           | -          |            | -          |            | 3,2        | 0          |
| Totaal stemmen       | Totaal stemmen                    | 3676       | 3676       | 3918       | 3918       | 4055      | 4055      | 4029      | 4029      | 4156      | 4156      | 4173      | 4173      | 4342       | 4342       | 4370       | 4370       | 3325       | 3325       |
| Opkomst %            | Opkomst %                         |            |            |            |            | 97,66     | 97,66     | 96,02     | 96,02     | 95,67     | 95,67     | 96,29     | 96,29     | 94,84      | 94,84      | 95,6       | 95,6       | 72,6       | 72,6       |
| Blanco en ongeldig % | Blanco en ongeldig %              | 2,8        | 2,8        | 5,1        | 5,1        | 4,12      | 4,12      | 3,97      | 3,97      | 4,33      | 4,33      | 3,95      | 3,95      | 4,68       | 4,68       | 4,5        | 4,5        | 1,4        | 1,4        |

 Bronnen: 1976-2000: Verkiezingsdatabase Binnenlandse Zaken // 2006-2012:https://www.nieuwsblad.be/regio/gemeente/8860_Lendelede/index.aspx?categorie=456
De zetels van de gevormde meerderheid staan vetjes afgedrukt. De grootste partij is in kleur.

De rode cijfers naast de gegevens duiden aan onder welke naam de partijen telkens bij een verkiezing opkwamen.

## Bekende personen
Lendelede is de geboorteplaats van de beruchte bendeleider Ludovicus Baekelandt, geboren in 1774 en in 1803 in Brugge onthoofd.
- Michaël Bultheel, atleet
- Virginie De Carne, volleybalspeelster
- Peter Decroubele, VRT-journalist
- Noël Dejonckheere (1955-2022), wielrenner
- Achille Delaere, priester
- Stijn Devolder, wielrenner
- Gilles Dewaele, voetballer
- Kyan Himpe, voetballer
- Hubert Hutsebaut, wielrenner
- Bert Huysentruyt, muzikant en acteur
- Maarten Ketels, acteur
- Wim Lagae, sportmarketeer
- Lars Montegnies, voetballer
- Elke Pattyn, woordvoerster en gewezen VTM-journaliste
- Jonas Rickaert, wielrenner
- Frans Schotte, CEO van Standaard Boekhandel en ex-voorzitter van Cercle Brugge
- Alec Segaert, wielrenner
- Martijn Teerlinck, muzikant en dichter
- Ronny Vanmarcke, wielrenner
- Jannes Vansteenkiste, voetballer
- Ulla Werbrouck, judoka en politica

## Sport
- Karateclub Lendelede
- Lendeleedse turnclub (LTK)
- Keurturnploeg Artgym2000
- Volleybalclub Black and White Company Lendelede is aangesloten bij Volley Vlaanderen. De heren A treden aan in Liga B, de tweede hoogste reeks van het land en de dames A in Liga A. Daarnaast zijn er nog 4 seniorenploegen en 12 jeugdploegen in competitie.
- Voetbalclub KFC Lendelede Sport is aangesloten bij de KBVB en actief in de provinciale reeksen.

## Nabijgelegen kernen
Sente, Kuurne, Hulste, Bosmolens, Sint-Eloois-Winkel